# Liste der Einträge im National Register of Historic Places im Kenosha County

Lage des Kenosha County in Wisconsin

Die Liste der Einträge im National Register of Historic Places im Kenosha County in Wisconsin führt alle Bauwerke und historischen Stätten im Kenosha County auf, die in das National Register of Historic Places aufgenommen wurden.

## Legende
| NRHP | Historic Place    |
| HD   | Historic District |

## Aktuelle Einträge
| [ 2 ] | Name                                | Bild                                | Eintragsdatum        | Lage | Ort                 | Beschreibung |
| ----- | ----------------------------------- | ----------------------------------- | -------------------- | --- | ------------------- | --- |
| 1     | Alford Park Warehouse               |                                     | 2002 ID-Nr. 02001665 | 1885 Sheridan Road 42° 37′ 19″ N, 87° 49′ 34″ W                                                         | Kenosha             | 2011 durch Feuer zerstörtes Lagerhaus                                                                                          |
| 2     | Barnes Creek Site                   |                                     | 1977 ID-Nr. 77000032 | Adresse nicht veröffentlicht 42° 31′ 23″ N, 87° 48′ 41″ W                                               | Kenosha             | Archäologische Stätte mit Fundstücken aus der mittleren Woodland-Periode                                                       |
| 3     | Boys and Girls Library              | Boys and Girls Library              | 1980 ID-Nr. 80000144 | 5810 8th Avenue 42° 34′ 57″ N, 87° 49′ 14″ W                                                            | Kenosha             | 1907 im neugotischen Stil errichtete Kirche                                                                                    |
| 4     | Chesrow Site                        | Chesrow Site                        | 1978 ID-Nr. 78000109 | WIS 32 Adresse nicht veröffentlicht                                                                     | südlich von Kenosha | |
| 5     | Civic Center Historic District      | Civic Center Historic District      | 1989 ID-Nr. 89000069 | Abgegrenzt durch 55th Street, 8th Avenue, 58th Street und 10th Avenue 42° 35′ 4″ N, 87° 49′ 19″ W       | Kenosha             | Verschiedene Gebäude vom Beginn des 20. Jahrhunderts im Zentrum von Kenosha                                                    |
| 6     | Anthony and Caroline Isermann House | Anthony and Caroline Isermann House | 2004 ID-Nr. 04000108 | 6416 7th Avenue 42° 34′ 33″ N, 87° 49′ 8″ W                                                             | Kenosha             | 1922 im Stil der Prairie Houses errichtetes Wohnhaus                                                                           |
| 7     | Frank and Jane Isermann House       | Frank and Jane Isermann House       | 2004 ID-Nr. 04000107 | 6500 7th Avenue 42° 34′ 33″ N, 87° 49′ 8″ W                                                             | Kenosha             | 1923 im Stil der Prairie Houses errichtetes Wohnhaus                                                                           |
| 8     | Kemper Hall                         | Kemper Hall                         | 1976 ID-Nr. 76000067 | 6501 3rd Avenue 42° 34′ 35″ N, 87° 48′ 50″ W                                                            | Kenosha             | 1911 errichtetes Schulgebäude                                                                                                  |
| 9     | Kenosha County Courthouse and Jail  | Kenosha County Courthouse and Jail  | 1982 ID-Nr. 82000677 | 912 56th Street 42° 35′ 6″ N, 87° 49′ 23″ W                                                             | Kenosha             | 1923 bis 1925 im neoklassizistischen Stil errichtetes Justiz- und Verwaltungsgebäude des Kenosha County                        |
| 10    | Kenosha Light Station               | Kenosha Light Station               | 1990 ID-Nr. 90000995 | 5117 4th Avenue 42° 35′ 23″ N, 87° 48′ 57″ W                                                            | Kenosha             | 1866 errichteter Leuchtturm |
| 11    | Kenosha North Pierhead Light        | Kenosha North Pierhead Light        | 2008 ID-Nr. 08000545 | North pier at Kenosha harbor entry, 0.1 mile east of Simmons Island Park 42° 35′ 19,8″ N, 87° 48′ 31″ W | Kenosha             | 1906 errichteter Leuchtturm |
| 12    | Library Park                        | Library Park                        | 2000 ID-Nr. 00000733 | 711 59th Place 42° 34′ 50″ N, 87° 49′ 11″ W                                                             | Kenosha             | Um die im Jahr 1900 errichtete Gilbert M. Simmons Memorial Library angelegter Park                                             |
| 13    | Library Park Historic District      | Library Park Historic District      | 1988 ID-Nr. 88002657 | Abgegrenzt durch 59th Street, 7th Avenue, 61st Street und 8th Avenue 42° 34′ 50″ N, 87° 49′ 9″ W        | Kenosha             | Verschiedene um die Jahrhundertwende vom 19. zum 20. Jahrhundert errichtete Wohnhäuser; meist gut erhalten und wenig verändert |
| 14    | Lucas Site                          |                                     | 1995 ID-Nr. 95000136 | Adresse nicht veröffentlicht                                                                            | Pleasant Prairie    | |
| 15    | Manor House                         | Manor House                         | 1980 ID-Nr. 80000145 | 6536 3rd Avenue 42° 34′ 28″ N, 87° 48′ 55″ W                                                            | Kenosha             | |
| 16    | John McCaffary House                | John McCaffary House                | 1978 ID-Nr. 78000110 | 5732 13th Court 42° 34′ 56″ N, 87° 49′ 35″ W                                                            | Kenosha             | |
| 17    | Rosinco (Schiffswrack)              | Rosinco (Schiffswrack)              | 2001 ID-Nr. 01000737 | rund 20 km östlich von Kenosha 42° 37′ 30″ N, 87° 38′ 14″ W                                             | Michigansee         | 1916 gebaute Luxusjacht mit Dieselantrieb; 1928 gesunken                                                                       |
| 18    | Simmons Island Beach House          | Simmons Island Beach House          | 2003 ID-Nr. 03000057 | 5001 Simmons Island 42° 35′ 27″ N, 87° 48′ 51″ W                                                        | Kenosha             | |
| 19    | Gilbert M. Simmons Memorial Library | Gilbert M. Simmons Memorial Library | 1974 ID-Nr. 74000093 | 711 59th Place 42° 34′ 50″ N, 87° 49′ 10″ W                                                             | Kenosha             | Im Jahr 1900 im neoklassizistischen Stil errichtetes Gebäude                                                                   |
| 20    | Southport Beach House               | Southport Beach House               | 2003 ID-Nr. 02001684 | 7825 1st Avenue 42° 33′ 41″ N, 87° 48′ 45″ W                                                            | Kenosha             | 1936 bis 1940 im Zuge des New Deal während der Great Depression von der WPA errichtetes Gebäude                                |
| 21    | St. Matthew's Episcopal Church      | St. Matthew's Episcopal Church      | 1979 ID-Nr. 79000090 | 5900 7th Avenue 42° 34′ 55″ N, 87° 49′ 8″ W                                                             | Kenosha             | 1872–1879 errichtete Kirche |
| 22    | Third Avenue Historic District      | Third Avenue Historic District      | 1988 ID-Nr. 88002022 | 3rd Avenue zwischen 61st Street und 66th Street 42° 34′ 35″ N, 87° 48′ 52″ W                            | Kenosha             | Wohnviertel aus dem frühen 20. Jahrhundert                                                                                     |
| 23    | Washington Park Clubhouse           | Washington Park Clubhouse           | 2003 ID-Nr. 02001740 | 2205 Washington Road 42° 36′ 4″ N, 87° 50′ 11″ W                                                        | Kenosha             | |
| 24    | Justin Weed House                   | Justin Weed House                   | 1974 ID-Nr. 74000094 | 3509 Washington Road 42° 36′ 9″ N, 87° 51′ 7″ W                                                         | Kenosha             | |
| 25    | Wehmhoff Mound (47KN15)             | Wehmhoff Mound (47KN15)             | 1985 ID-Nr. 85002971 | Adresse nicht veröffentlicht                                                                            | Town of Wheatland   | |
| 26    | Wisconsin (Schiffswrack)            | Wisconsin (Schiffswrack)            | 2009 ID-Nr. 09000820 | Adresse nicht veröffentlicht                                                                            | Kenosha             | 1881 gebauter Dampfer; 1929 in einem Sturm gesunken                                                                            |

## Frühere Einträge
| [ 2 ] | Name                | Bild | Eintragsdatum        | Lage                                             | Ort     | Beschreibung                                                      |
| ----- | ------------------- | ---- | -------------------- | ------------------------------------------------ | ------- | ----------------------------------------------------------------- |
| 1     | Kenosha High School |      | 1980 ID-Nr. 79003770 | 913 57th Street 42° 34′ 59,5″ N, 87° 49′ 21,2″ W | Kenosha | Noch als Teil des Civic Center Historic District im NRHP gelistet |